# Chiesa del Santo Nome di Maria (Vidor, Italia)

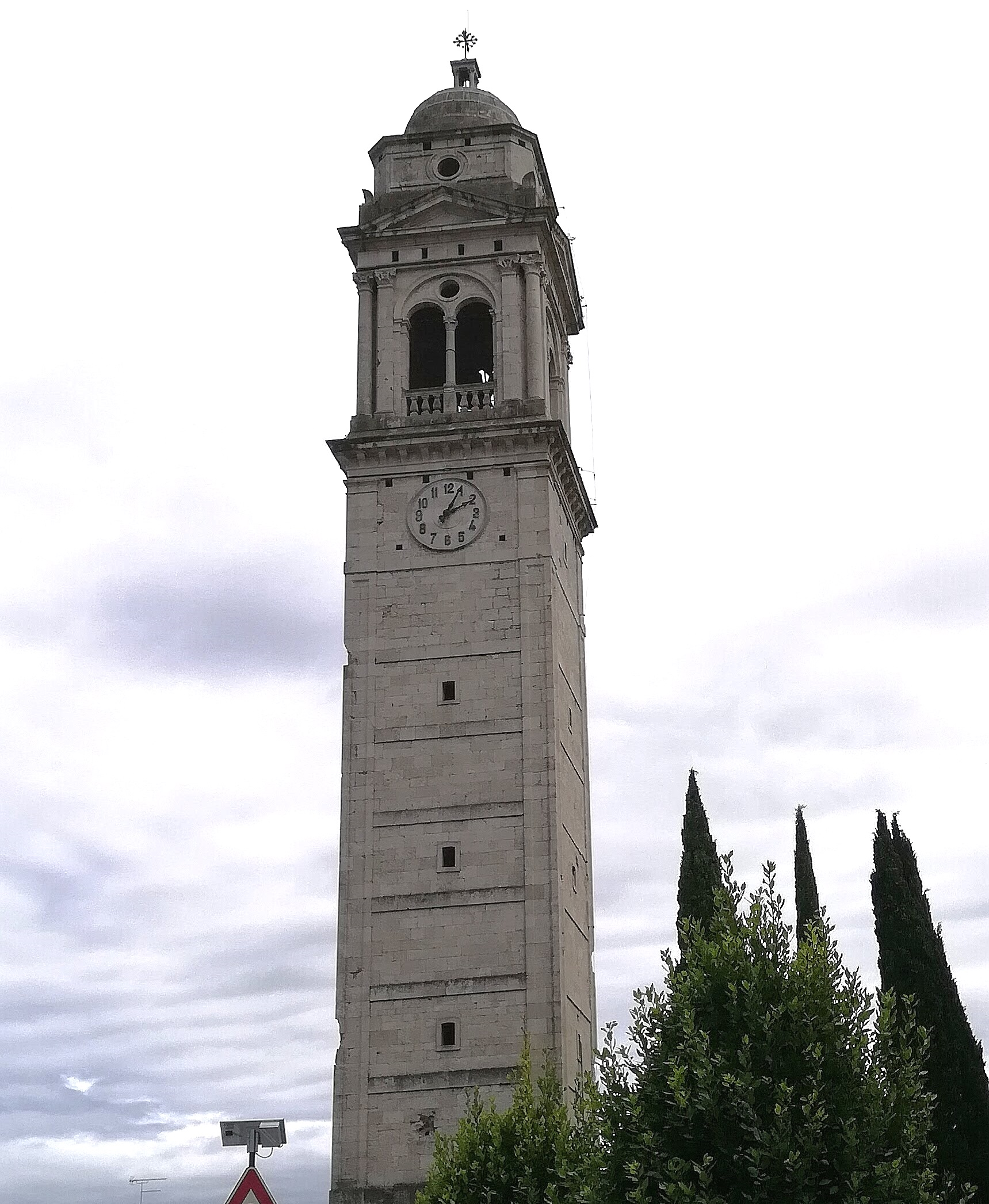
Il Campanile dell'Arcipretale

La chiesa arcipretale del Santo Nome di Maria è la parrocchiale di Vidor, in provincia di Treviso e diocesi di Vittorio Veneto; fa parte della forania del Quartier del Piave.

## Storia
L'originaria chiesa di Vidor venne edificata nell'Alto Medioevo; tale chiesetta, che era filiale della pieve di Col San Martino, fungeva da oratorio per il locale castello, ma era frequentata anche dagli abitanti del paese.
Vidor divenne sede di una parrocchia autonoma probabilmente nel XV secolo, anche se è ignoto l'anno preciso.
La prima pietra dell'attuale parrocchiale, realizzata in sostituzione di quella antica in castello e progetta da Giovanni Rossi, venne posta nel 1729; il nuovo edificio fu portato a compimento e consacrato dal vescovo di Ceneda Lorenzo da Ponte nel 1748.
Nel 1857 iniziarono i lavori di costruzione del campanile, che venne ultimato nel 1885.
Durante la prima guerra mondiale la chiesa venne gravemente danneggiata e nel 1921 iniziò un intervento di restauro, che si concluse negli anni trenta.

## Descrizione

### Esterno
La neoclassica facciata a capanna della chiesa, scandita da lesene sorreggenti il frontone triangolare, è caratterizzata da un tondo in cui è raffigurata la Madonna con il Bambino, realizzato da Paolo Possami.

### Interno
L'interno è ad un'unica grande navata, con sei cappelle laterali e ampio presbiterio. Opere di pregio conservate all'interno sono le pale ritraenti la Glorificazione del santo Nome di Maria da parte di papa Innocenzo XI e del re di Polonia Giovanni Sobieski, risalente al 1747, e la Madonna del Rosario tra i santi Domenico di Guzman e Rosa da Lima, risalente al 1750, entrambe eseguite da Francesco Zugno nello stile del Tiepolo, l'altare maggiore, che è in marmo di Carrara, la statua lignea avente come soggetto San Simone, intagliata da Vincenzo Cadorin, e gli affreschi del soffitto raffiguranti la Resurrezione, l'Ascensione, la Sacra Famiglia, l'Adorazione dei Magi e la Crocifissione, dipinti da Guido Cadorin tra il 1922 e il 1926.

### Campanile
L'imponente campanile fu innalzato tra il 1857 e il 1885. Durante i bombardamenti della prima guerra mondiale, l'unico edificio rimasto quasi intatto dell'intero complesso parrocchiale fu proprio il campanile, probabilmente utile agli schieramenti nemici come punto di repere. Il campanile contiene un possente concerto di tre campane più un sonello di richiamo.